# Roter Hügel

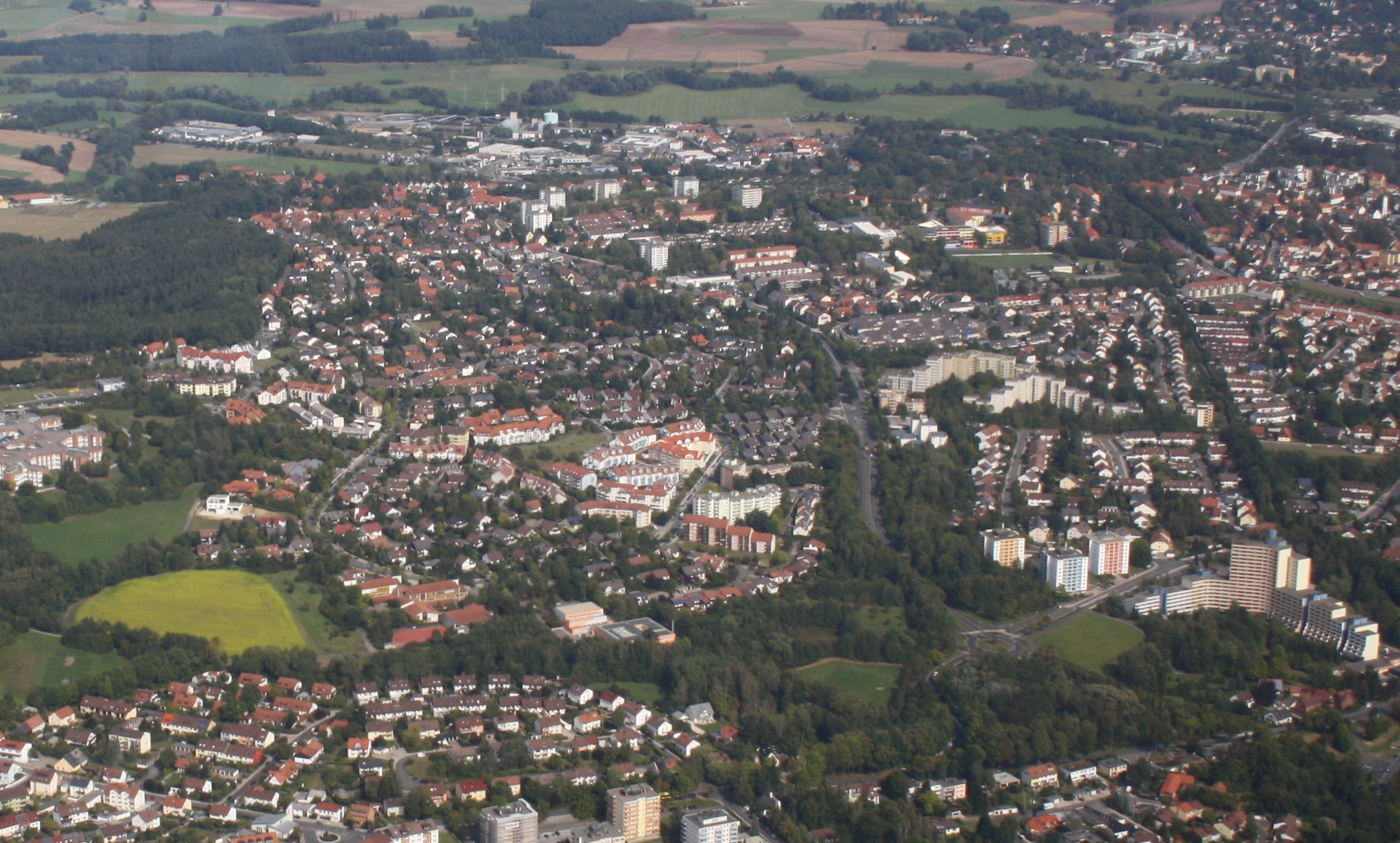
Roter Hügel

Roter Hügel ist ein Stadtteil der oberfränkischen Stadt Bayreuth und zugleich der Name der Anhöhe, auf deren Osthang er liegt. Dem Stadtteil Roter Hügel lassen sich auch die Ortslagen Obere Herzoghöhe, Richthofenhöhe und – im weiteren Sinn – Oberobsang zuordnen. Auf dem Hang des Roten Hügels liegt auch der Stadtteil Meyernberg.

## Name und Lage

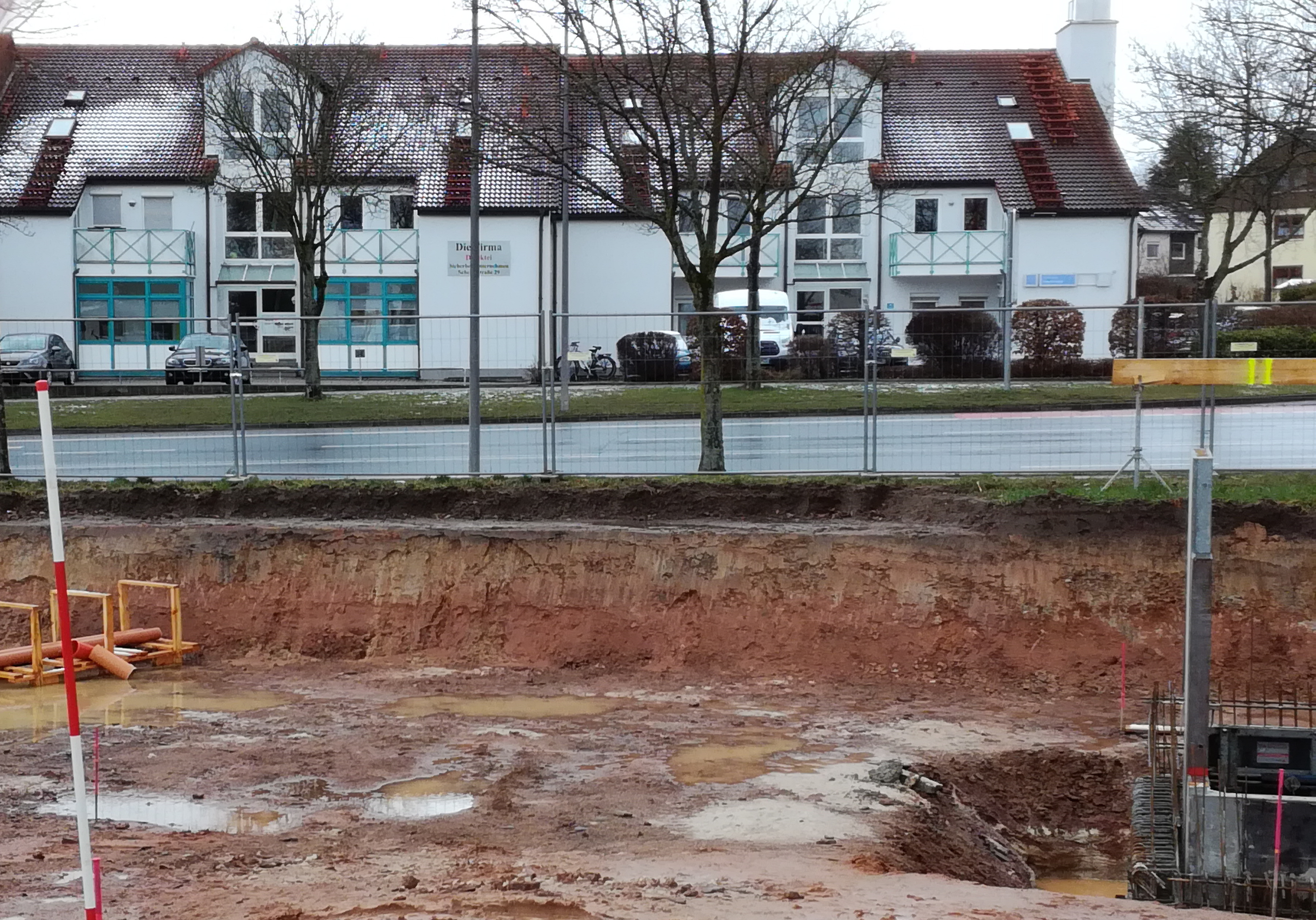
Sichtbarer Feuerletten an einer Baugrube in der Scheffelstraße

Der Name bezieht sich auf ein Flurstück südlich der Preuschwitzer Straße, wo sich geologische Ablagerungen des lehmig-tonigen Feuerlettens befinden. Der rotbraune Ton wurde aus mehreren kleinen Abbaustätten gewonnen und in nahen Ziegeleien verarbeitet.
Der Rote Hügel zieht sich über den Osthang der gleichnamigen Anhöhe hin. Er liegt zwischen Meyernberg und Oberobsang westlich der 1973 stillgelegten Eisenbahnstrecke nach Thurnau. Am heutigen Meranierring in Höhe des Seckendorffwegs befand sich der nach dem Zweiten Weltkrieg abgerissene Einzelhof Rothenhügel, ansonsten war das Gebiet bis in die späten 1930er Jahre unbebautes Ackerland.
Historische Hauptachse ist die Preuschwitzer Straße, die ehemals als Hohe Straße dem Fernverkehr von und nach Bamberg diente.

## Siedlung

### Dankopfersiedlung

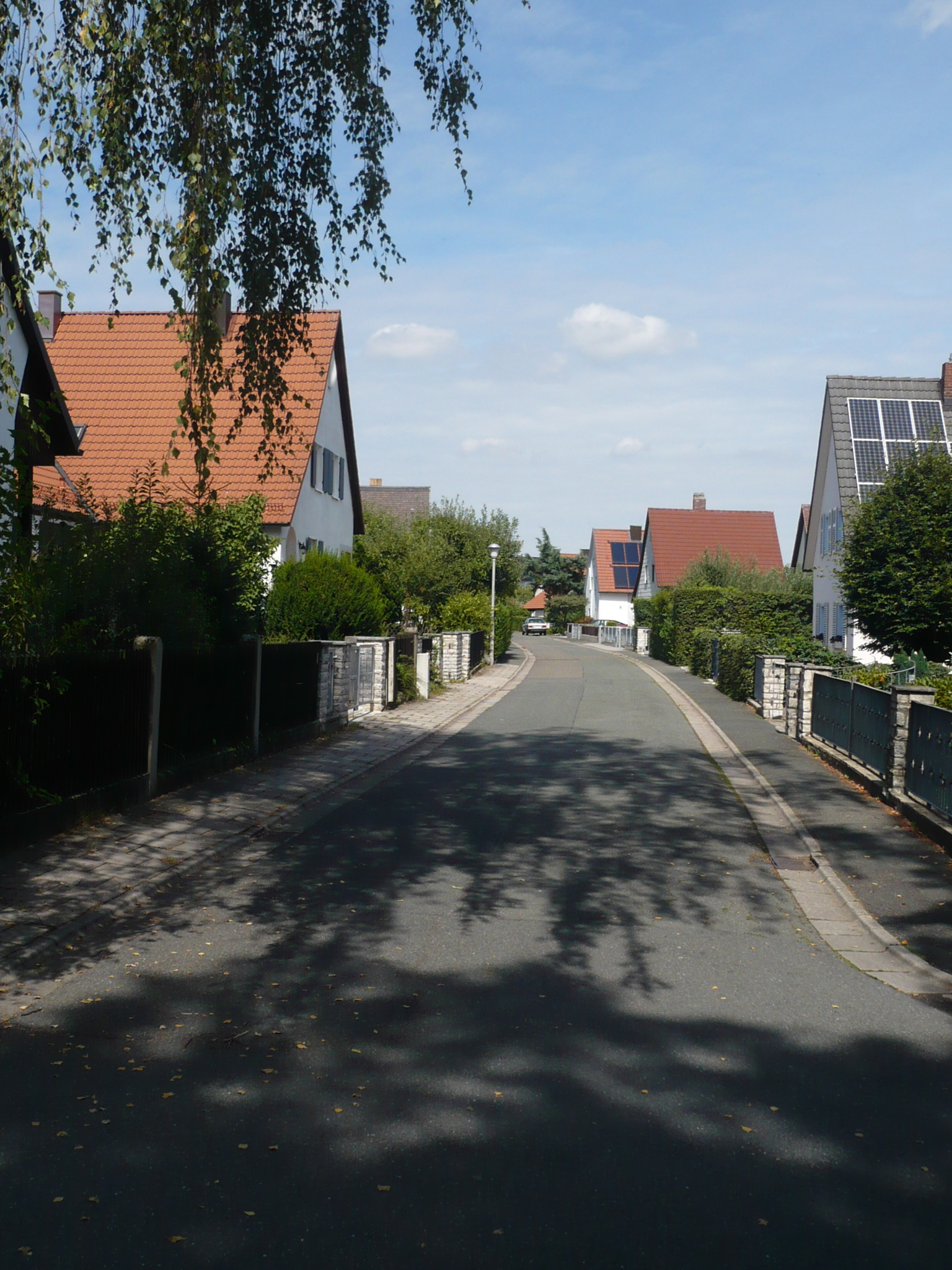
Buchenweg in der „Dankopfersiedlung“

Am 3. Juli 1934 wurde das Gesetz über einstweilige Maßnahmen zur Ordnung des deutschen Siedlungswesens im Vorgriff auf ein geplantes Reichsbaugesetz erlassen. Der Siedlungsbau in der Zeit des Nationalsozialismus hatte einen ideologischen Hintergrund: Typisierte Häuser, die Möglichkeit des Anbaus von Obst und Gemüse sowie des Haltens von Kleintieren kamen nationalsozialistischen Vorstellungen wie dem spezifischen Familienbild, dem Gefolgschaftsgedanken und der vielbeschworenen „Bindung an die Scholle“ entgegen. Nach dem Ende des „Dritten Reichs“ entwickelten sich die Siedlungen auch ohne ideologischen Ballast weiter und wurden zu Keimzellen neuer, attraktiver Wohngebiete.
Ende 1937 plante der Brigadeführer Eberhard Kasche (1902–1940) der SA-Brigade 77 Bayreuth auf Grund dieses Gesetzes eine Kleinsiedlung auf dem Roten Hügel. Kasche war kein Bayreuther und hatte das Kommando über die Brigade erst kurz zuvor erhalten. Ob die Initiative zum Bau der Siedlung allein von ihm ausging, ist infolge der schwierigen Quellenlage – bei der Bombardierung des Neuen Rathauses im Reitzenstein-Palais am Luitpoldplatz wurden die Dokumente der Stadtverwaltung vernichtet – ungeklärt. Laut einer privat erstellten Chronik aus den 1950er Jahren übernahm die Stadt die Trägerschaft, die sich hauptsächlich aber auf die Führung der Kassengeschäfte beschränken sollte. Die oberste SA-Führung stellte aus Mitteln des „Dankopfers der Nation“ – einer jährlich an Adolf Hitlers Geburtstag durchgeführten Sammlung der SA zugunsten des Kleinsiedlungsbaus für bedürftige Partei- und „Volksgenossen“ – einen Zuschuss von 50.000 Reichsmark (RM) in Aussicht, der später auf 168.300 RM erhöht wurde.
Für den Generalbebauungsplan der Stadt war der Architekt und Regierungsbaumeister Hans Reissinger verantwortlich. Die Planung der Siedlung oblag, nebenamtlich als Beauftragten der SA, den städtischen Beamten Zahn (gest. 1938) und Gebhardt. Ab Dezember 1939 war Herbert Keller Stadtbaurat, der u. a. den von Reissinger geplanten hügelabwärts verlaufenden Grünstreifen – nach Kriegsende bebaut – wegen „mangelnder Einbettung in die landschaftlichen Gegebenheiten“ kritisierte. Zur „Feststellung der reinen Baukosten eines Siedlerhauses“ errichtete man vorab zwei Musterhäuser in der heutigen Anton-Bruckner-Straße.
Nördlich der Preuschwitzer Straße, westlich des 1963 eröffneten Meranierrings, entstand somit zwischen Sommer 1938 und 1940 eine erste Eigenheimsiedlung. Die von der SA für ihre Mitglieder und Soldaten der Wehrmacht errichtete „Dankopfersiedlung Roter Hügel“ – der Name Siedlung Roter Hügel ist späteren Datums – bestand aus 117 Siedlerstellen. Die Stadt stellte den Grund für die Siedlung zur Verfügung und verkaufte die Parzellen zum Preis von 0,45 RM an die Erstsiedler. Diese verpflichteten sich, ein Eigenheim im Rahmen der Dankopfersiedlung nach den für diese gültigen Richtlinien zu errichten. Die Gesamtkosten einer Siedlerstelle, d. h. eines Hauses mit Grund, wurden mit 8200 RM veranschlagt, lagen letztlich jedoch um fast 5000 RM höher. Deren Finanzierung wurde hauptsächlich durch Hypotheken der Städtischen Sparkasse Bayreuth (6000 RM) und der Deutschen Bau- und Bodenbank (2000–4800 RM) sowie durch Zuschüsse der Kreisstiftung Oberfranken (500 RM) und der Stadt Bayreuth (400 RM) ermöglicht. 81 Siedler erhielten Darlehen aus dem „Dankopfer der Nation“.
Bei Preisen von über 13 000 Reichsmark waren die standardisierten Gebäude für Geringverdiener nicht erschwinglich. Zu jedem der Einfamilienhäuser – einem zweigeschossigen Wohnhaus mit Satteldach und steilem Giebel – gehörte ein querstehender eingeschossiger Anbau für die Kleintierhaltung. Die zwischen 660 und 1000 m² großen Grundstücke waren als Nutzgärten geplant, die den Bewohnern einen hohen Selbstversorgungsgrad ermöglichen sollten. Die Siedler waren zu Mitarbeit und Eigenleistungen, z. B. beim Ausheben der Baugruben, verpflichtet. Da dies oft ohne fachliche Anweisung geschah, wurden umfangreiche Nachbesserungen erforderlich, die von Kriegs- und Strafgefangenen durchgeführt wurden. Teilweise ließ die Baupolizei bereits hochgezogene Grundmauern aufgrund von Frostschäden wieder abreißen. Die Anlage einer Kanalisation hielt Kasche zunächst für entbehrlich, deren Bau musste jedoch bereits in den Jahren 1939/40 nachgeholt werden.
Im Juli 1939 wurde die erste Siedlerstelle – erst halbfertig – bezogen, Mitte Dezember 1940 waren 80 Siedlerstellen bezugsfertig. Die Siedler mussten sich damit einverstanden erklären, dass ihre Häuser „noch nicht in allen Teilen fertiggestellt“ waren. Mit Rücksicht auf den Mangel an Arbeitskräften und Material – der Zweite Weltkrieg hatte begonnen – wurden Maßnahmen wie das Anbringen des Fassadenputzes, das Planieren des Geländes und der Einbau einer betriebsfertigen Heizung hintangestellt. Die Umsetzung der geplanten Infrastruktur, die den Bau eines Gemeinschaftshauses, einer Schule und eines Spielplatzes umfasste, unterblieb, stattdessen wurden vier Splittergräben ausgehoben. Den nördlichen Teil der Siedlung erschloss nur ein unbefestigter Feldweg. Die Straßen erhielten Namen der im Juliputsch ums Leben gekommenen österreichischen NS-Aktivisten.
1940 wurde die Siedlergemeinschaft Roter Hügel e. V. gegründet, der alle Erstsiedler angehörten. Dieser Zusammenschluss hatte neben politischen vor allem wirtschaftliche Hintergründe. Weitab des nächsten bebauten Gebiets und infrastrukturell unterversorgt leisteten die Erstsiedler Pionierarbeit. Als örtliche Gruppe des 1919 gegründeten und spätestens 1935 gleichgeschalteten Deutschen Siedlerbunds erfolgte dieser Zusammenschluss vermutlich unter Druck. Der „Siedlungsleiter“ wurde nicht gewählt, sondern nach dem Führerprinzip eingesetzt.
Noch in den Kriegsjahren richtete die Stadt über die Preuschwitzer Straße eine Omnibuslinie zur Siedlung ein. Am 11. April 1945 wurden beim letzten und schwersten Luftangriff auf die Stadt durch die 4. Bomber-Gruppe des britischen Bomber Command sechs Siedlerstellen vollkommen zerstört, die meisten übrigen Häuser des nördlichen Siedlungsteils beschädigt. Am 14. April versuchten deutsche Kräfte, den Vormarsch der 11. US-Panzerdivision aufzuhalten, dabei wurden durch Panzerbeschuss weitere fünf Häuser zerstört. 22 Männer aus der Siedlung (Jahrgänge 1884 bis 1926) waren im Krieg gefallen oder wurden vermisst.

### Siedlung Roter Hügel
1945 wurde die Siedlung vorübergehend von amerikanischen Soldaten besetzt. Auch sind Plünderungen belegt, die möglicherweise von ehemaligen Zwangsarbeitern, ausländischen Kriegsgefangenen oder den nach Kriegsende in großer Zahl in Bayreuth lebenden Displaced Persons verübt wurden. Die von der Besatzungsmacht anfangs verhängte Ausgangssperre mit wenigen Stunden Ausgehzeit stellte die Siedler vor Versorgungsprobleme, da sich die nächsten Geschäfte weitab im Stadtteil Kreuz und in der Innenstadt befanden.
Im Rahmen der Entnazifizierung mussten mehrere Siedler wegen Zugehörigkeit zur NSDAP, SA oder SS ihre Siedlerstellen verlassen, 13 davon konnten 1949 jedoch zurückkehren. Hingegen konnten vorübergehende Neusiedler (Ausgebombte, Flüchtlinge, Vertriebene, Opfer der NS-Herrschaft, Displaced Persons) trotz zahlreicher Eingaben bei den verschiedensten Behörden nicht in den Besitz von Siedlerstellen gelangen. Am 29. Januar 1948 wurden per Stadtratsbeschluss die Straßennamen aus der NS-Zeit durch unverfängliche ersetzt, die Bezeichnung SA-Dankopfersiedlung war bereits vorher der neutralen Benennung Siedlung Roter Hügel gewichen. Sie umfasste nun das Gebiet mit den Straßen Ahornweg, Am Waldrand, Bergweg, Buchenweg, Kiefernweg, Lärchenweg, Lindenweg, Tannenweg und Ulmenweg.
Der neuentwickelte Bebauungsplan des Jahres 1963 ließ – bei Einhaltung der First- und Traufhöhe – eine rückseitige Verlängerung der Hauptgebäude, einen Zusammenbau der  benachbarten Nebengebäude und den Umbau der Kleintierställe in Garagen zu. Mittlerweile hat die Siedlung ihr vormals weitgehend einheitliches Erscheinungsbild verloren. Die strenge bauliche Veränderungssperre existiert nicht mehr, nur die Fluchtlinien entlang der Straßen sind noch bindend.

## Obere Herzoghöhe

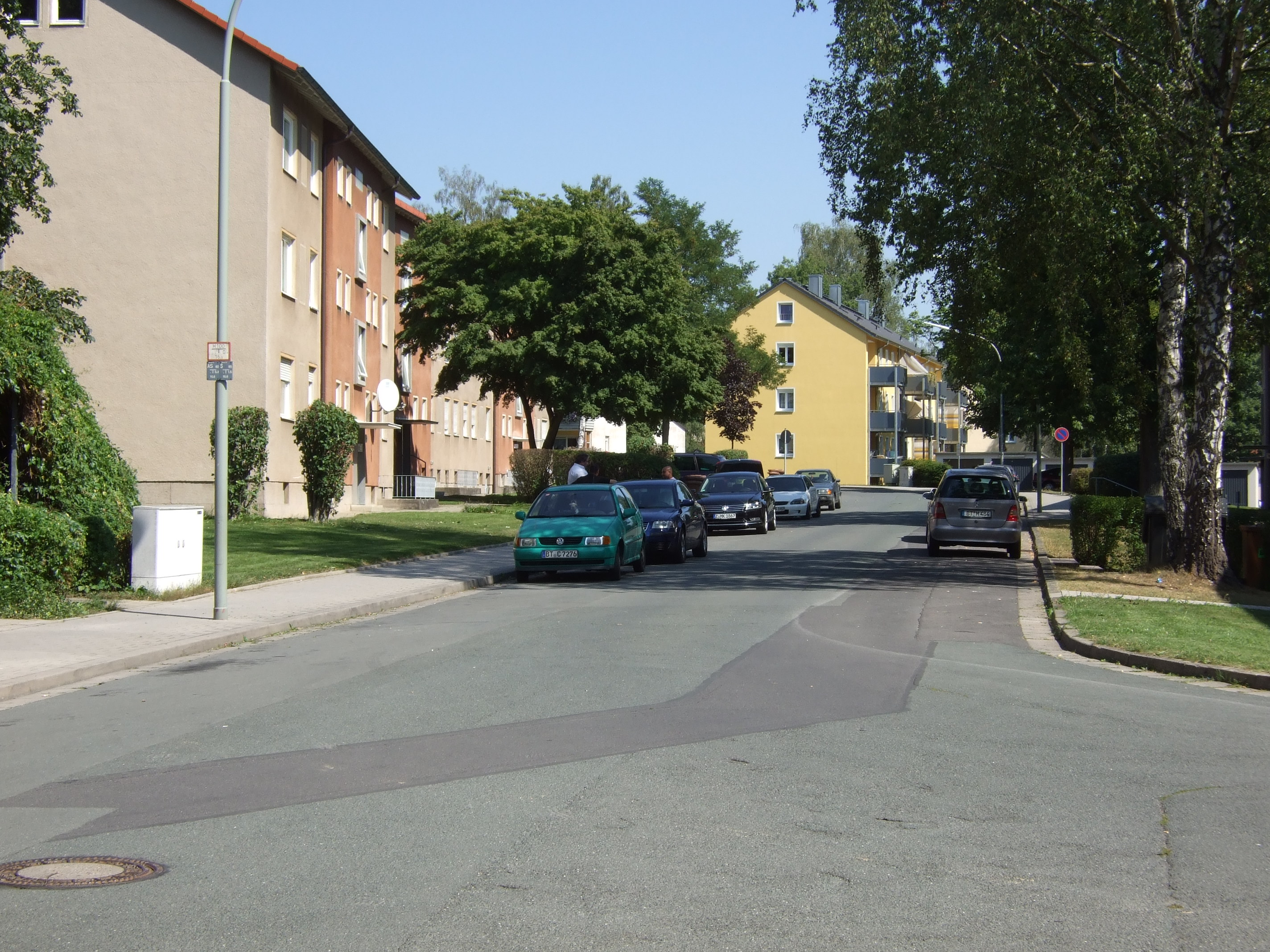
Meranierring in der Oberen Herzoghöhe

Der hufeisenförmige, großzügig dimensionierte Meranierring entstand als Abschnitt einer autogerechten Westumgehung der Stadt. Innerhalb des Hufeisens entstand in den 1960er Jahren ein großflächiges Wohngebiet mit Hochhäusern, Wohnblöcken, Reihenhaussiedlungen und Atrium-Kettenhäusern. In diesem Bereich liegen auch Gebäude der Universität (vormals Pädagogische Hochschule Bayreuth der Universität Erlangen-Nürnberg), die 1960 eröffnete Grundschule Herzoghöhe, das Heilpädagogische Zentrum, die katholische Heilig-Kreuz-Kirche und der Sportplatz des SC Kreuz. Die Heilig-Kreuz-Gemeinde hatte nach ihrer Gründung im Jahr 1949 zunächst die vormalige Weihehalle der Hitlerjugend an der Hindenburgstraße (heute kommunales Jugendzentrum Komm) als Notkirche „Zum Heiligen Kreuz“ genutzt. Im Oktober 1972 wurde deren Neubau an der Preuschwitzer Straße geweiht.
Westlich der 1973 stillgelegten Eisenbahnstrecke hatten die US-Truppen Wohnhäuser für ihre Armeeangehörigen errichtet. An der Himmelkronstraße entstanden 1993 einfache Satteldachhäuser für Spätaussiedler. Ein Abenteuerspielplatz mit Spielhaus existiert auf dem Grundstück Meranierring 55.

## Richthofenhöhe
Im Osten der vierspurigen Rheinstraße entstand in den 1970er Jahren in einem Straßennamenfeld mit überwiegend bayerischen Flussnamen ein Eigenheimviertel aus kleineren Einzel- und Reihenhäusern. Südlich davon wurden zwischen 1973 und 1984 vier- bis achtgeschossige, kettenartig aneinandergereihte Wohnhäuser errichtet.
Westlich davon liegt im Dreieck Rheinstraße, Preuschwitzer Straße und Klinikumallee ein hochwertiges Einfamilienhausgebiet. Die dortigen Grundstücke wurden Mitte der 1970er Jahre durch die Stadt preisgünstig an Bauinteressenten abgegeben. Aufgrund des Umstands, dass sich zahlreiche Mitarbeiter der neugegründeten Universität dort ansiedelten, wird das Gebiet oft als „Professorenviertel“ bezeichnet.
Südlich der Klinikumallee befindet sich beiderseits des Bodenseerings ein weiteres Neubaugebiet. Dort wurde die evangelische Lutherkirche errichtet.

## Oberobsang/Mosing

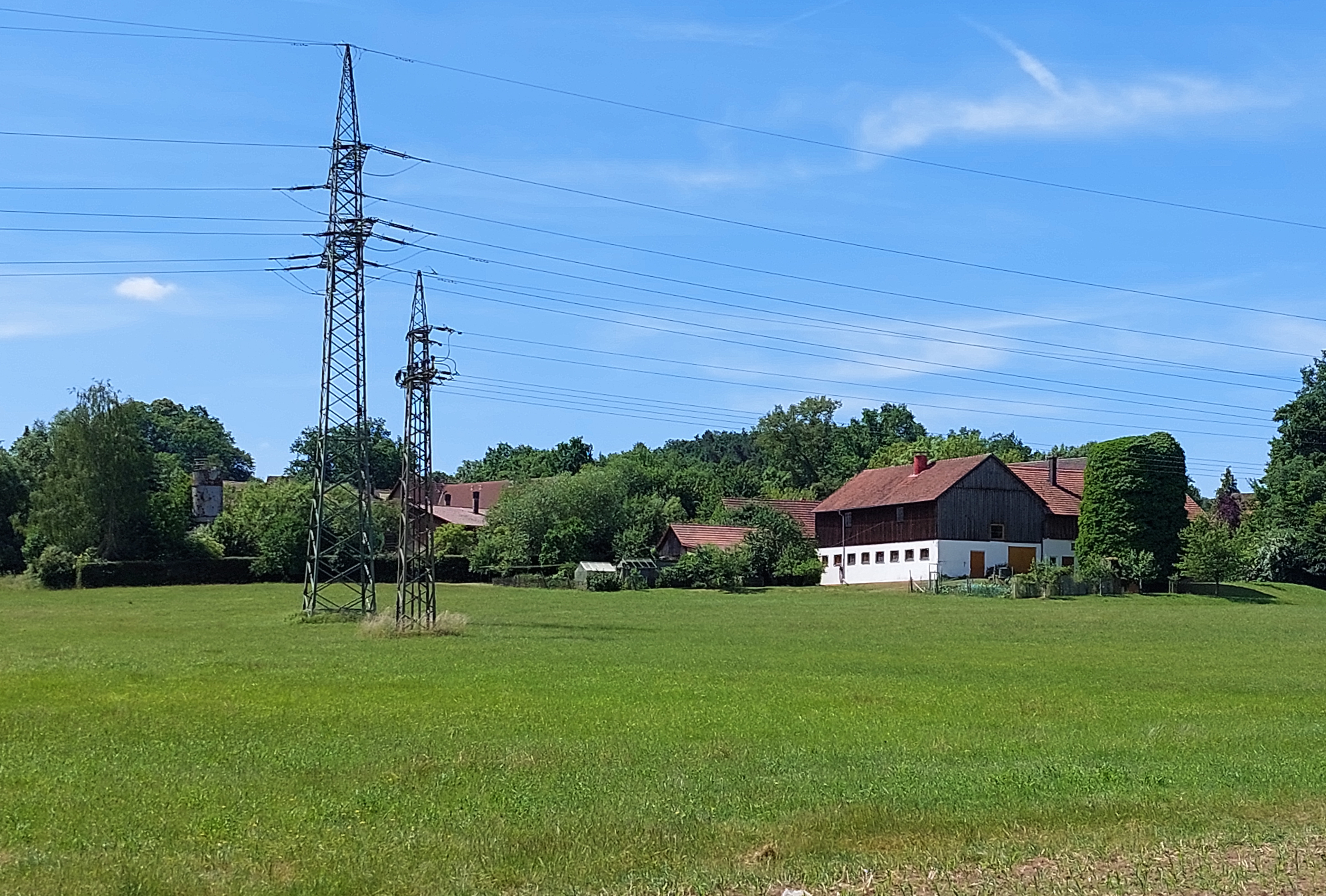
Mosing

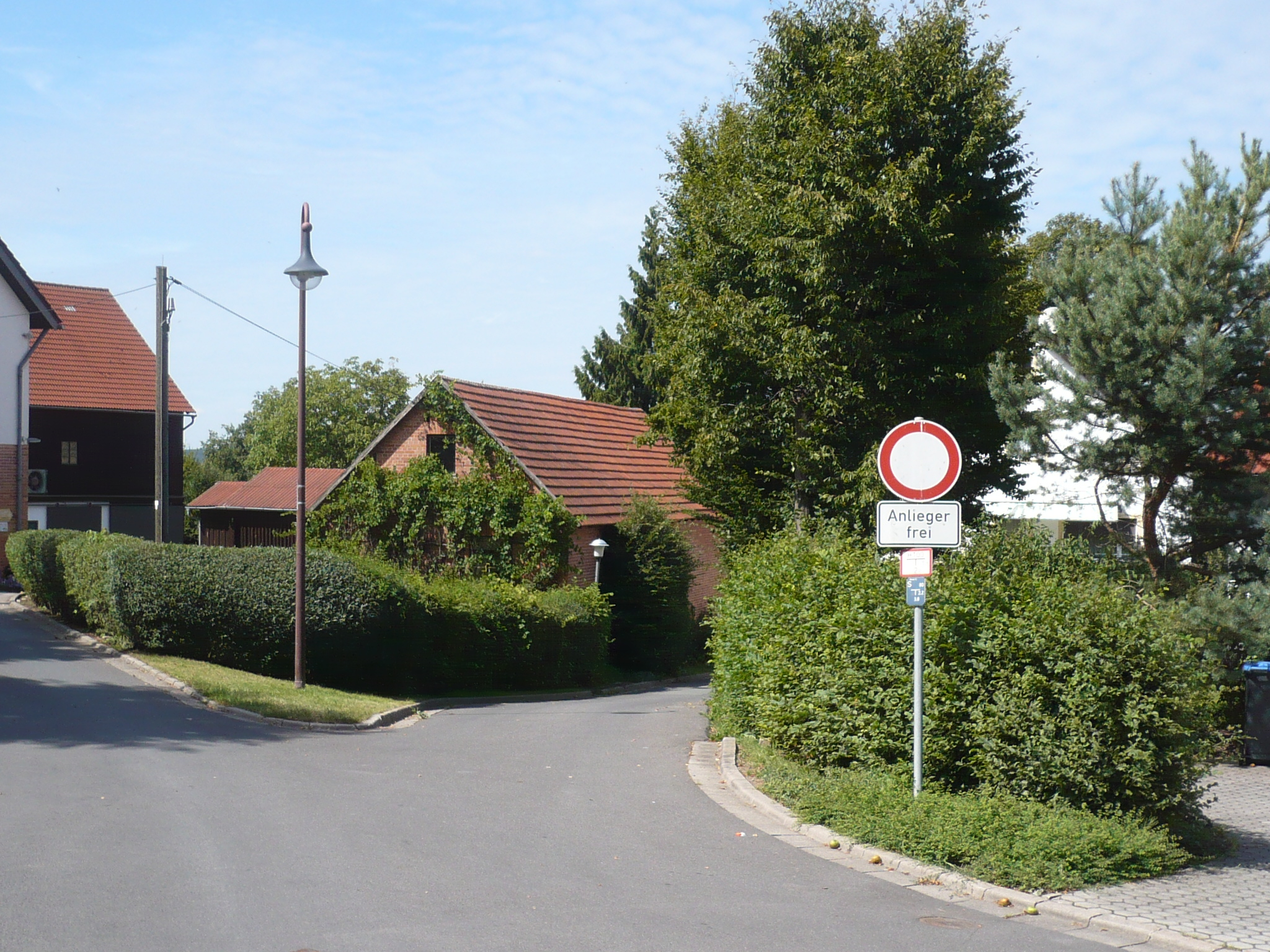
Straße Oberobsang in Mosing

Etwas abseits im Norden des Roten Hügels liegt der ehemalige Weiler Oberobsang, der den Ortsansässigen eher unter dem Namen Mosing geläufig ist. Im Landbuch von 1398 wurde er erstmals erwähnt, vier Bauernhöfe und eine Selde sind seit dem 15. Jahrhundert belegt. Die dortige Gaststätte ist seit mehr als einem Jahrhundert ein beliebtes Ausflugsziel. Durch neue Bebauung mit Einfamilienhäusern ist Oberobsang in den letzten Jahren mit dem Stadtteil Roter Hügel zusammengewachsen.
1398 wurde der aus „fünf Guten“ bestehende Ort noch „Asangen“ genannt, ein Rodungsname, der auf Absengen bzw. Abbrennen von Wald zurückzuführen ist. Aus „zum Asang“ wurde im Sprachgebrauch „Masang“, diese Bezeichnung trat 1403 erstmals urkundlich auf. 1518 brannte das ganze Dorf ab. 1780 bestand Mosing aus „2 ganzen und 3 Drittelshöfen“, seine Bewohner waren Bürger der Stadt Bayreuth.

## Klinikum
Als Nachfolger des Städtischen Krankenhauses im Stadtteil Kreuz entstand 1986 auf der Höhe des Roten Hügels in Trägerschaft von Stadt und Landkreis das Großkrankenhaus Klinikum Bayreuth. Unweit davon wurden 1989 das Reha-Zentrum Roter Hügel und 2002 das Therapiezentrum für psychosoziale Rehabilitation Maximilianshöhe angesiedelt.